# きく!ラジオ
『きく!ラジオ』は、CBCラジオで放送されている健康情報ラジオ番組である。放送時間は平日（月曜日から金曜日）の昼12:30 - 13:00（JST）。
ここでは前番組で番組内容が全く同じの『中西直輝のきく!ラジオ』（なかにしなおきのきくラジオ）も併せて紹介する。

## 概要
43年の歴史に幕を下ろした長寿番組『0時半です松坂屋ですカトレヤミュージックです』の後継番組として、「カトレアミュージック」のパーソナリティだった中西直輝をメインに2008年3月31日から『中西直輝のきく!ラジオ』として放送が開始された。同番組は2009年4月3日で終了し、4月6日より『きく!ラジオ』に改題し放送開始している。どちらも番組は、現代人の生活に欠かせない健康・医療の知識を日替わりで送る。
- 2009年春の番組改編で、前座番組の『ランチタイムラジオ 聞けばツー快!』が終了して重盛啓之がパーソナリティの『とくモリ!』が新たにスタート、後続の『きく!ラジオ』も『とくモリ!』から引き続き重盛がパーソナリティを務め、パートナーの女性アナも『とくモリ!』から引き続き出演した。 結果として、2012年春までの3年間にわたり、CBCラジオの平日12時台は重盛がメインパーソナリティの番組が実質1時間放送されていた。
- 2013年春の改編から、重盛が一人で担当していたが、2020年春の改編から、渡辺美香が金曜日の担当となった[1]。2021年春の改編から柳沢彩美と渡辺美香が担当となった。
  - 2021年末から2022年にかけての特別編成時は5曜日とも渡辺が担当した。なお、重盛らの担当時より年末年始特別編成期間は当番組は録音放送となり、普段はステブレレスで次番組『北野誠のズバリ』に接続するが、この期間は12:59.00に放送終了となる。
- スギ薬局の一社提供番組[2]。

## パーソナリティ
いずれもCBCアナウンサー。
| 期間      | 期間      | 月曜・火曜 | 水曜・木曜 | 金曜     |
| --------- | --------- | ---------- | ---------- | -------- |
| 2008.3.31 | 2009.4.3  | 中西直輝   | 中西直輝   | 中西直輝 |
| 2009.4.6  | 2020.3.27 | 重盛啓之   | 重盛啓之   | 重盛啓之 |
| 2020.3.30 | 2021.3.26 | 重盛啓之   | 重盛啓之   | 渡辺美香 |
| 2021.3.29 | 2023.3.31 | 柳沢彩美   | 渡辺美香   | 渡辺美香 |
| 2023.4.3  | 現在      | 吉岡直子   | 渡辺美香   | 渡辺美香 |

重盛は当初プロデューサーとして番組の立ち上げに関わったが、番組開始3か月後にアナウンサーに復帰。中西の夏休み時には重盛が代理パーソナリティを務めていた。
渡辺が体調不良で休養（2024年11月中旬から12月下旬）の期間は、CBCテレビアナウンサーが日替わりで代演した。

### パートナー
どちらもすべてCBCの女性アナウンサーが担当。

#### 『中西直輝のきく!ラジオ』時代
- 青木まな（月曜）
- 加藤由香（火曜）
- 渡辺美香（水・木曜）
- 占部沙矢香（金曜）

#### 過去のパートナー
- 丸山蘭那（月曜）
- 神尾純子（金曜）

- 南部志穂（月曜）
- 渡辺美香（火・水曜）
- 加藤由香（木曜）
- 丸山蘭那（木曜）
- 青木まな（金曜）
- 占部沙矢香（金曜）

※とくモリ!のパートナー編成と同じである。

## 主なコーナー
- 健康生活
- こだわりの選曲（原則、邦楽と洋楽が1曲ずつ流れる）
- 健やかメモ（パートナーの女子アナのフリートークコーナー。水曜は重盛のフリートークコーナーとなる）
- 健康天気予報
- 立浦珠唯のエンジョイゴルフライフ文言

毎週月曜日。出演は立浦珠唯（プロゴルファー）、西村俊仁、吉岡直子

## 使用曲
- 重盛がプロデューサーであった関係で中西時代のオープニング曲は重盛と神山里美のユニット・melodyの「星の旅人」のインストゥルメンタル版であったが、重盛がパーソナリティとなってからはオープニング曲がザ・ビートルズのナンバーになっていた。（番組内の使用曲はすべてビートルズのナンバーである。これは『とくモリ!』も同じ）